# Яффе, Кристин
Кристин Яффе (англ. Kristine Yaffe) — американский исследователь снижения когнитивных функций и деменции. Она является председателем и заместителем председателя Scola Endowed, профессором психиатрии, неврологии и эпидемиологии, а также директором Центра здоровья мозга населения Калифорнийского университета в Сан-Франциско. В 2019 году Яффе избрана членом Национальной медицинской академии.

## Награды и почести
Яффе получила множество наград, в том числе Потамкинскую премию Американской академии неврологии за исследования в области болезни Пика, болезни Альцгеймера и связанных с ними заболеваний, престижную награду, которая считается «Нобелевской премией» за исследования болезни Альцгеймера. В 2013 году доктор Яффе получила премию Академического сената Калифорнийского университета в Сан-Франциско за лучшее исследование факультета. В следующем году Яффе была признана одним из самых влиятельных научных умов мира Thomson Reuters и получила награду «Выдающийся учёный» от Американской ассоциации гериатрической психиатрии. В 2017 году д-р Яффе дала показания Специальному комитету Сената США по проблемам старения на слушаниях: «Дуга болезни Альцгеймера: от предотвращения снижения когнитивных функций у американцев до обеспечения качественного ухода за теми, кто живёт с этим заболеванием». В 2019 году Яффе была избрана членом Национальной медицинской академии.